# Batalla del riu Halis
La batalla del riu Halis, també coneguda com la batalla de Ptèria, va ser un enfrontament armat entre el naixent Imperi Persa i el regne de Lídia, que va tenir lloc l'any 547 aC.
Quan Cir II el Gran va començar a expandir el seu regne, es va enfrontar amb el rei de Lídia, Cressos, descendent d'una poderosa dinastia, els Mèrmnades, que havien sotmès tota l'Anatòlia occidental. Lídia havia establert la frontera entre els dos països al riu Halis (l'actual Kizil Irmak). Quan els medes van ser assimilats pels perses, Cressos va voler créixer cap a l'est, on s'havia d'enfrontar necessàriament amb els perses. Abans d'iniciar les hostilitats, Cressos va enviar un missatger a l'Oracle de Delfos, que li va respondre que si creuava el riu Halis amb un exèrcit i iniciava una guerra, destruiria un gran imperi.
Complagut per la profecia i segur de la victòria, i a més, amb el consell d'un savi lidi molt conegut anomenat Sandanis que el va animar, va marxar amb l'exèrcit des de la capital, Sardes, cap a l'est creuant el riu Halis i ocupant la ciutat de Ptèria, convertint en esclaus els seus habitants. Cir II va reunir l'exèrcit, i encara que no va poder fer desertar els aliats jonis de Cressos, va presentar batalla davant de la ciutat. Segons Heròdot, l'exèrcit lidi era molt inferior al dels seus enemics, i després de grans pèrdues per les dues bandes, Cressos es va retirar cap a Sardes per reclutar noves tropes i esperar ajuda dels aliats. Va enviar ambaixadors als seus amics, però Cir II va continuar avançant i es va presentar davant Sardes, on va derrotar totalment la cavalleria lídia i va assetjar Sardes. Un conseller de Cresos, Euríbat, es va passar a Cir i la ciutat va caure ben aviat, després de catorze dies de setge. L'oracle es va complir, al passar el riu Halis va provocar la caiguda d'un gran imperi, el seu.
Una mica més tard va tenir lloc la batalla de Timbrea, on Cressos va ser definitivament vençut per Cir II, i gran part d'Anatòlia va quedar sota el seu domini.